# Tetebius latibunus
Tetebius latibunus is een hooiwagen uit de familie Samoidae.